# Plagiosterna aenea
Plagiosterna aenea är en skalbaggsart som först beskrevs av Carl von Linné 1758.  Plagiosterna aenea ingår i släktet Plagiosterna, och familjen bladbaggar. Arten är reproducerande i Sverige.

## Bildgalleri

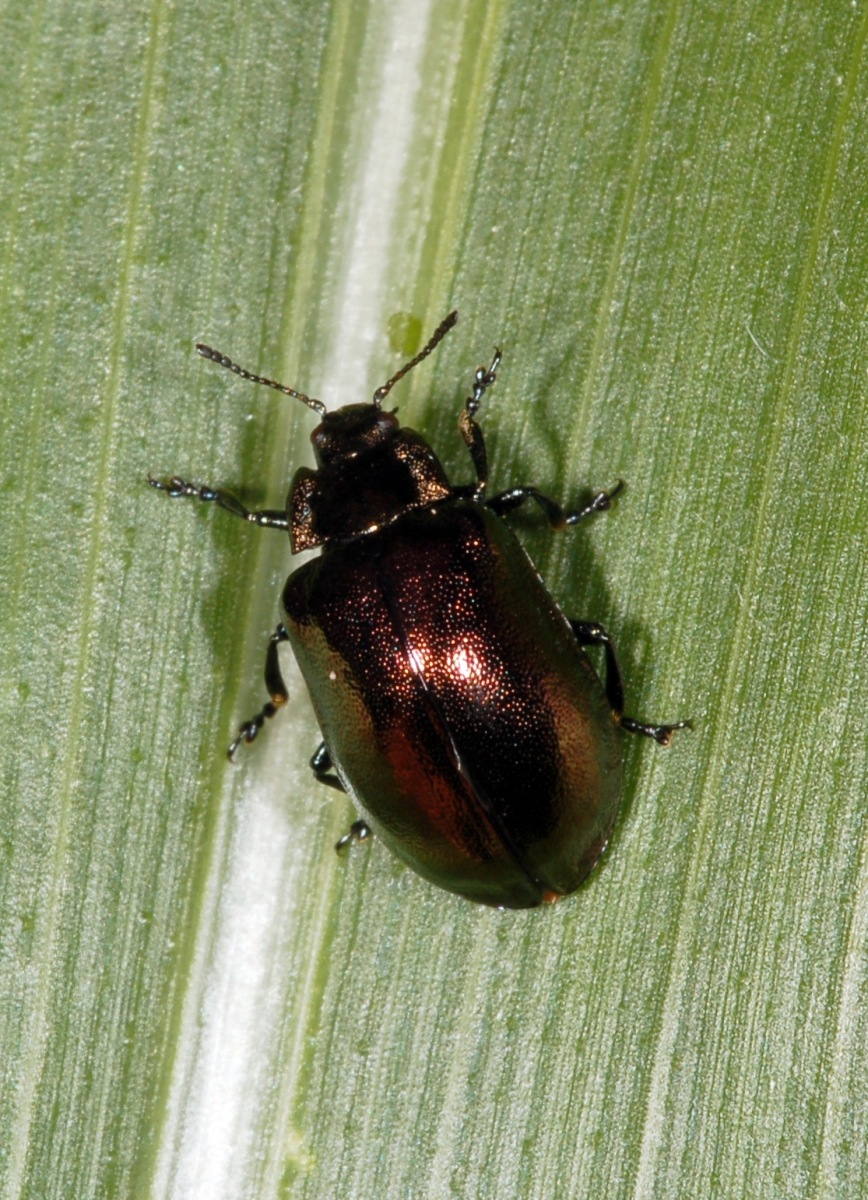
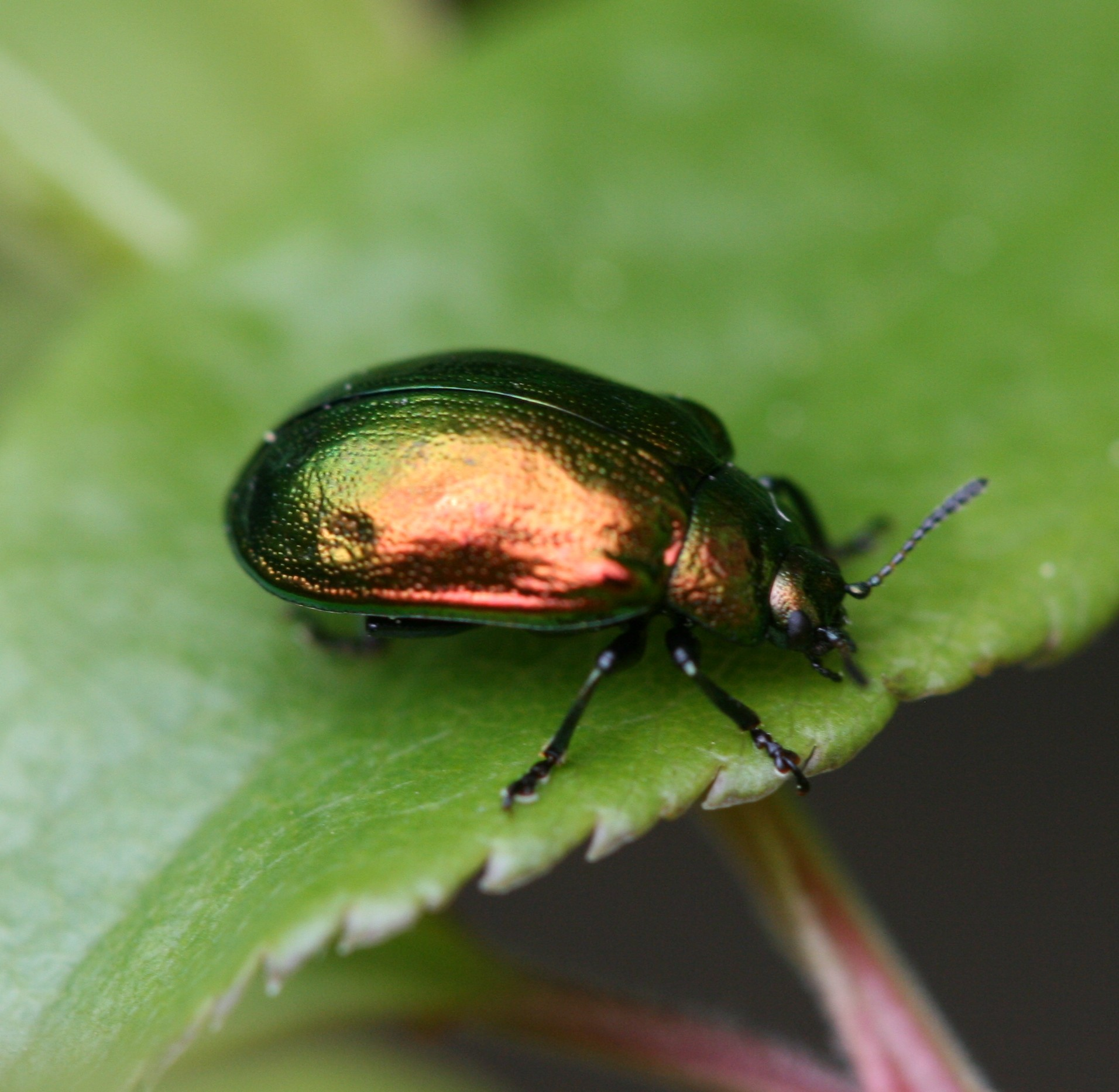
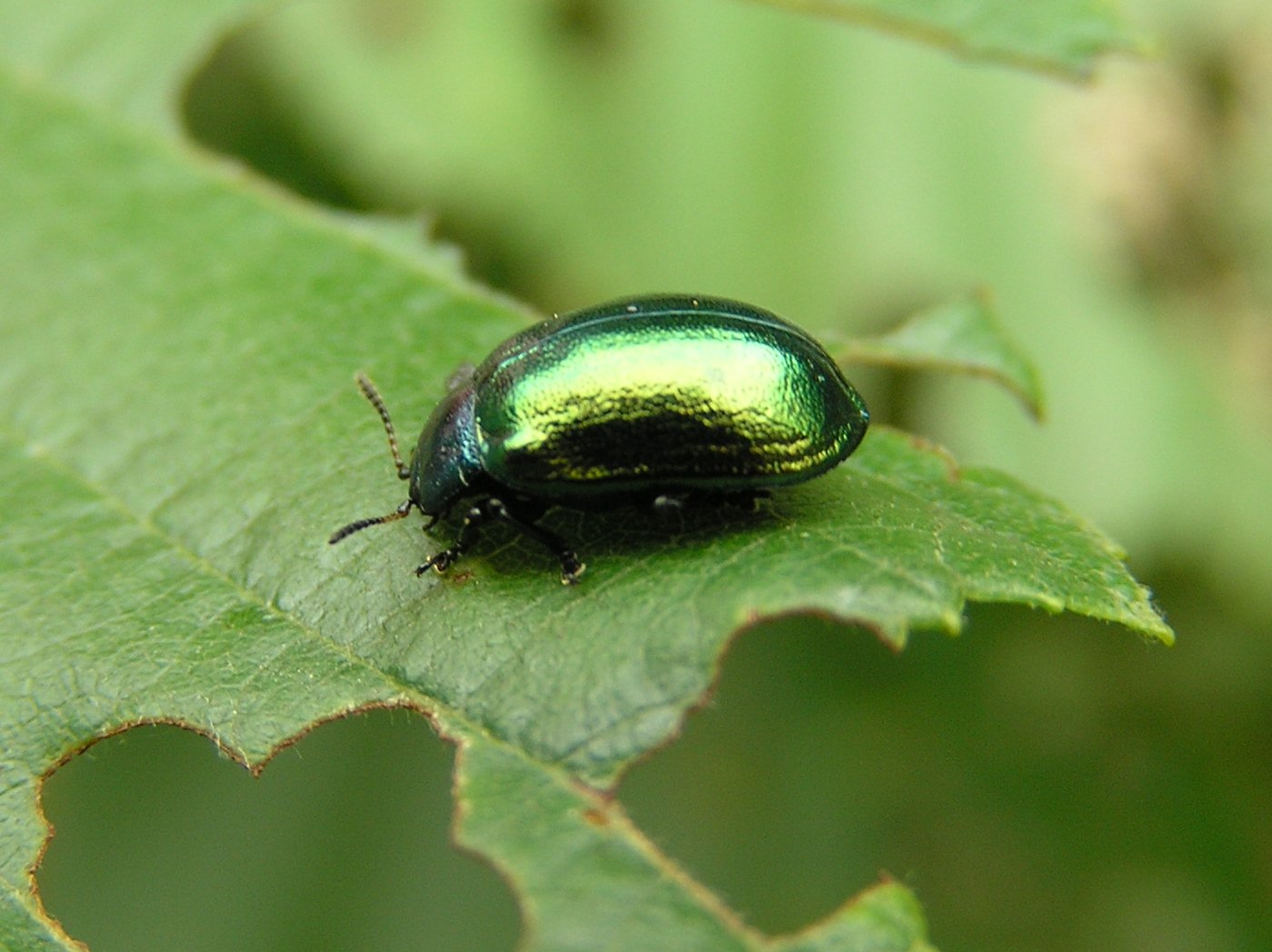
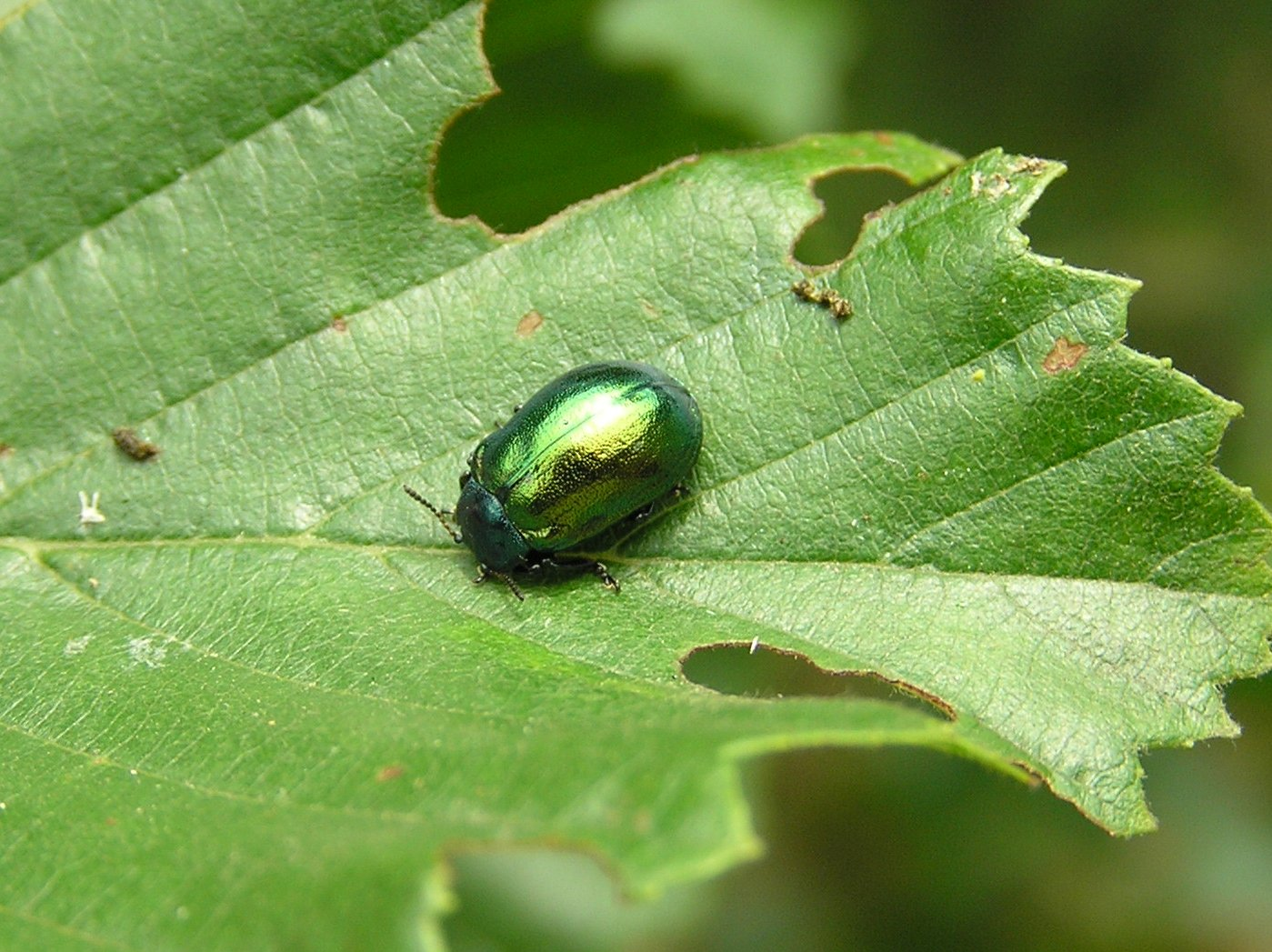
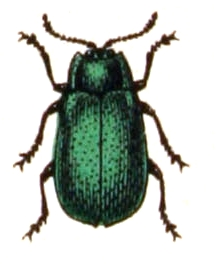